# Garbów (powiat lubelski)

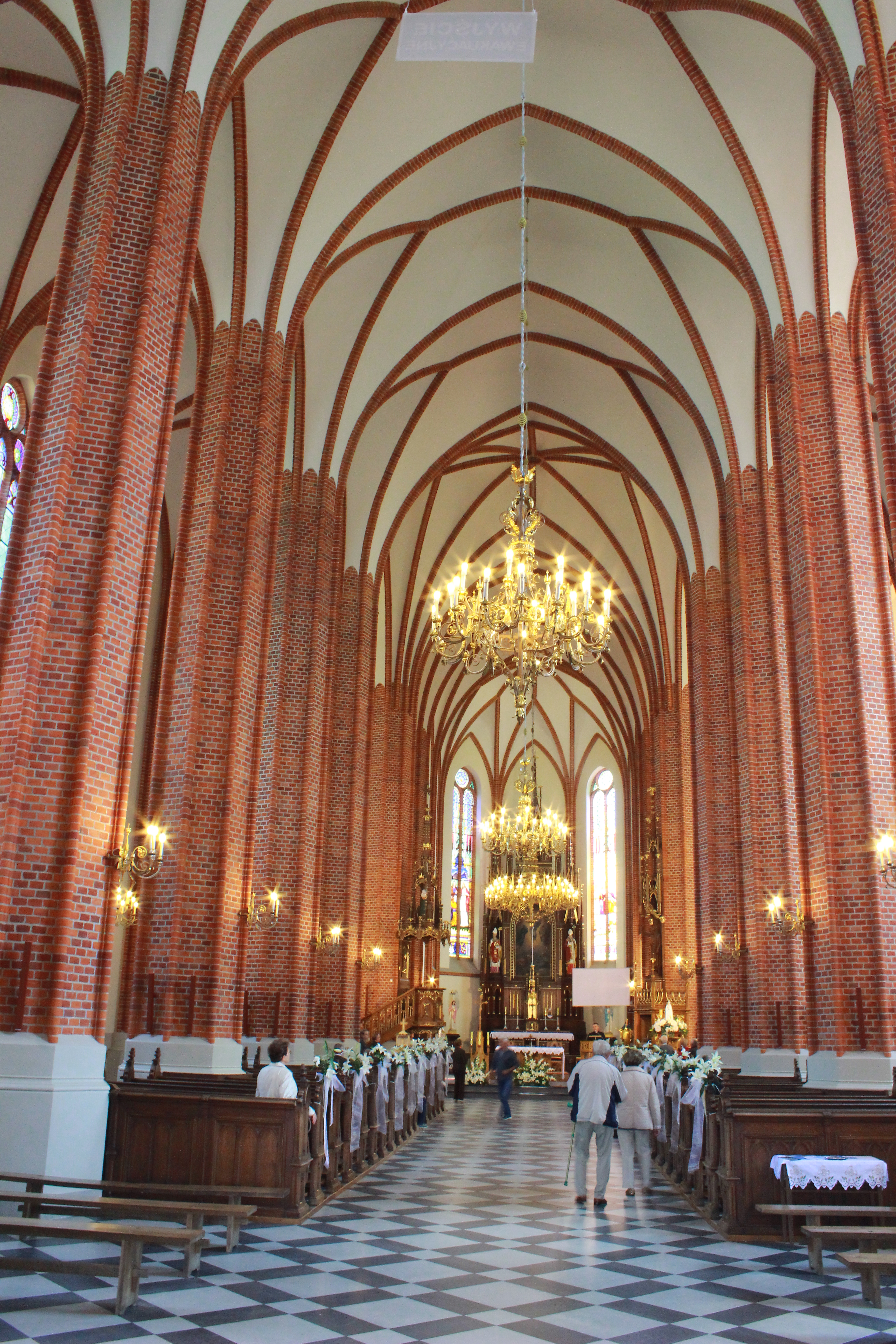
Neogotycki Kościół pw. Przemienienia Pańskiego

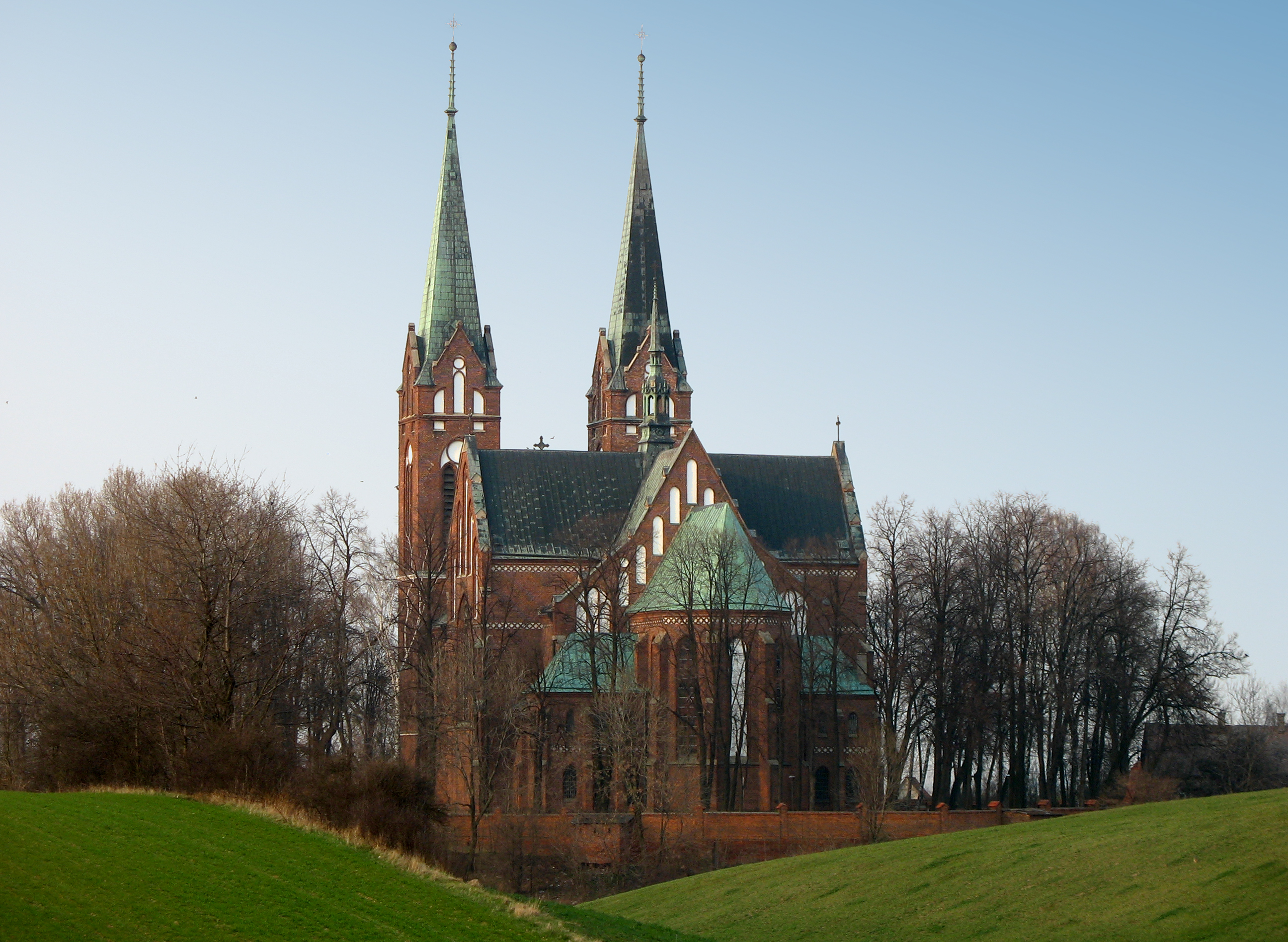
Wieże kościoła o wysokości 75 m

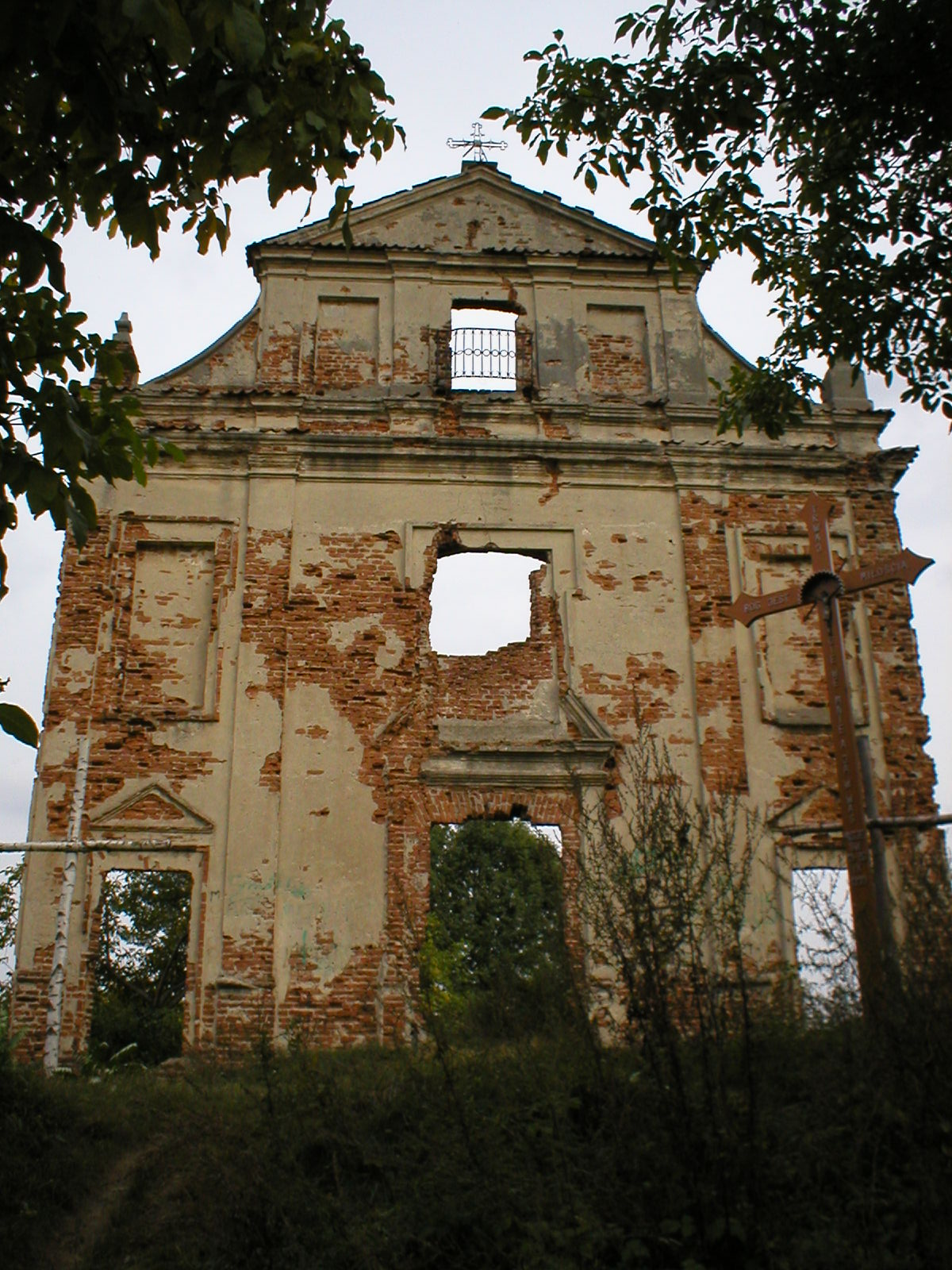
Fasada barokowego kościoła z XVII w.

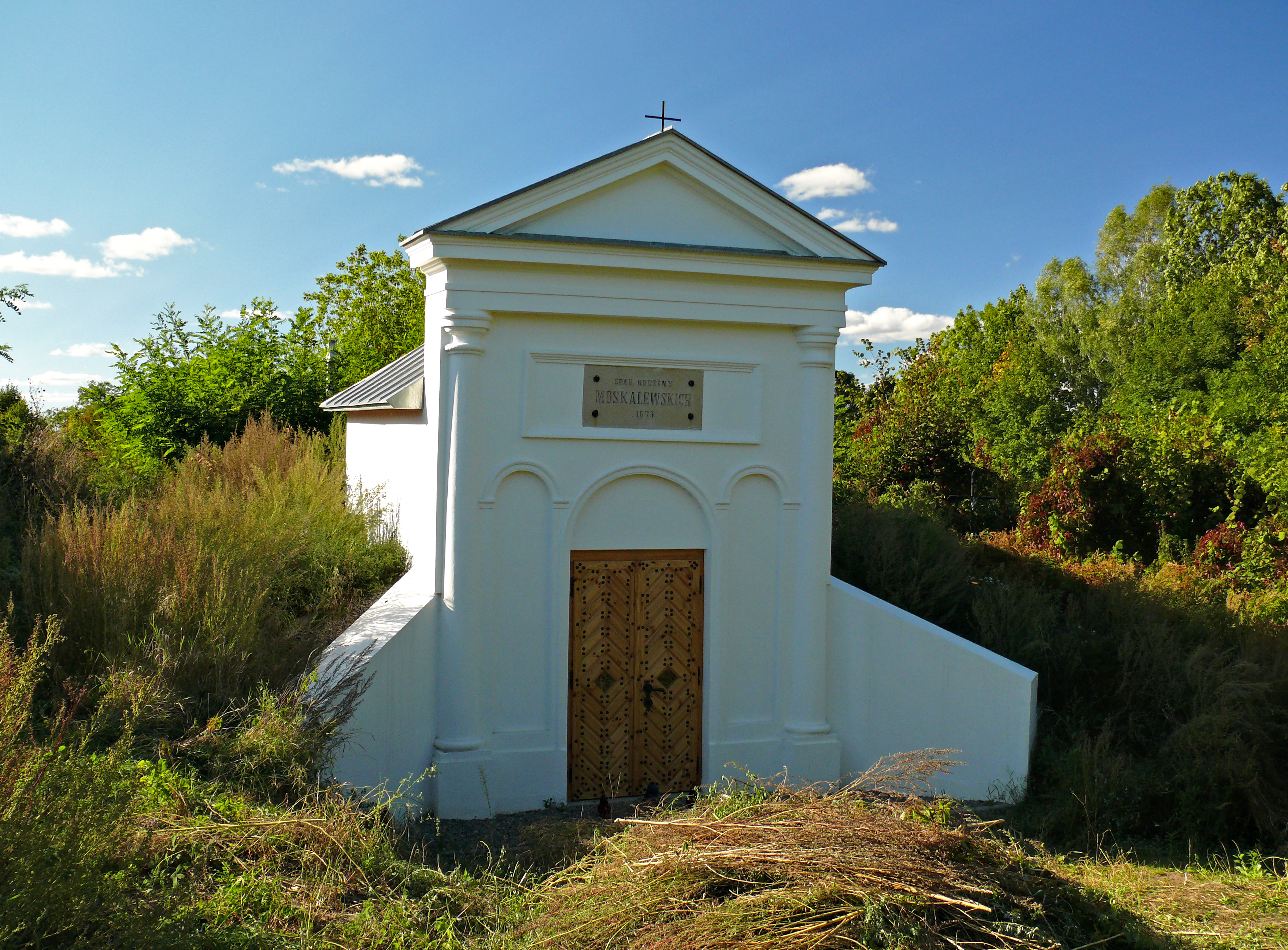
Kaplica grobowa rodziny Moskalewskich

Garbów – wieś w Polsce położona w województwie lubelskim, w powiecie lubelskim, w gminie Garbów. Leży nad rzeką Kurówką. 
Wieś dzieli się na dwa sołectwa: Garbów I i Garbów II. Według danych Narodowego Spisu Powszechnego z roku 2011 liczyła 2149 mieszkańców. W latach 1908–2004 istniała tam cukrownia. 
Miejscowość historycznie położona jest w Małopolsce (początkowo w ziemi sandomierskiej, a następnie w ziemi lubelskiej).
Wieś szlachecka położona była w drugiej połowie XVI wieku w powiecie lubelskim województwa lubelskiego.
W latach 1954–1972 wieś należała i była siedzibą władz gromady Garbów. W latach 1975–1998 miejscowość administracyjnie należała do ówczesnego województwa lubelskiego.
Wieś jest siedzibą rzymskokatolickiej parafii Przemienienia Pańskiego.

## Części wsi
| SIMC    | Nazwa        | Rodzaj    |
| ------- | ------------ | --------- |
| 0380830 | Garbów Drugi | część wsi |

## Historia
Okolice Garbowa były zamieszkane już 3000 lat p.n.e., a między VIII a IX wiekiem istniała tam świątynia pogańska oraz grodzisko otoczone fosą i wałami. Pierwsza wzmianka pisemna o osadzie pochodzi z 1326 roku i mówi o istnieniu parafii garbowskiej. W XV wieku Garbów należał do rodu Odrowążów. 
Lokację miejską Garbów uzyskał w 1782 roku, zdegradowany został przed 1810 rokiem. 
W 1785 roku miejscowość otrzymała przywilej lokacyjny na prawie magdeburskim, na mocy którego król Stanisław August Poniatowski zezwala ówczesnemu właścicielowi wsi, Michałowi Granowskiemu na założenie miasta. Przywilej ten jednak nie wszedł w życie z powodu politycznej sytuacji Rzeczypospolitej. W 1792 roku pomiędzy Garbowem a Markuszowem stoczono ostatnią potyczkę wojny polsko-rosyjskiej.
W czasie okupacji niemieckiej mieszkająca we wsi rodzina Tkaczyków udzieliła pomocy Salomonowi i Icchakowi Morelowi. W 1982 roku Instytut Jad Waszem podjął decyzję o przyznaniu Józefowi, Genowefie i Zofii Tkaczykom tytułu Sprawiedliwych wśród Narodów Świata.
Garbów został wytypowany przez Lubelski Urząd Wojewódzki jako jedna z dwudziestu miejscowości do przywrócenia lub przyznania praw miejskich, co ma nastąpić do 2030 roku.

## Zabytki
- Zespół pałacowo-parkowy z XIX w. z zabudowaniami folwarcznymi i klasycystycznym pałacem hr. Jezierskich, projektu Józefa Dietricha.
- 1000-kilogramowy dzwon z 1512 r. (uważany za protoplastę dzwonu „Zygmunta” na Wawelu), ufundowany przez kapelana króla Zygmunta Starego, ks. Jana Ożarowskiego.
- Neogotycki kościół Przemienienia Pańskiego, wzniesiony w latach 1908–1912, z murowaną plebanią z początku XX wieku.
- Ponad 40-letnia ruchoma szopka bożonarodzeniowa, wykonana przez artystę ludowego A. Fijałkowskiego
- Fasada dawnego barokowego kościoła parafialnego z XVIII w., spalonego w 1915 r.
- Stary cmentarz rzymskokatolicki w Garbowie, na którym pochowani są m.in. rodzice rzeźbiarki Zofii Trzcińskiej-Kamińskiej, pierwszy wojewoda lubelski po odzyskaniu przez Polskę niepodległości, Stanisław Moskalewski wraz z rodziną, a także wiele osób zasłużonych dla ziemi garbowskiej i lubelskiej.
- Wzgórze „ariańskie”, na którym w VII–XII w. istniał gród obronny państwa pierwszych Piastów, być może będący własnością książęcą.
- Podziemia spalonego kościoła w Garbowie, w których znajdują się prochy m.in. bp. Mateusza Maurycego Wojakowskiego (5. biskupa lubelskiego, będącego także administratorem diecezji lubelskiej) i rodziny Jezierskich.
- Ponad 600-letnia studnia znajdująca się nieopodal ruin starego kościoła.
- Pozłacana monstrancja z 1638 roku – dar Piotra Czernego
- Rzeźby świętych i stacje drogi krzyżowej autorstwa Zofii Trzcińskiej-Kamińskiej.
- Organy z 1923 roku, jedne z najlepszych i największych w archidiecezji lubelskiej.
- Cmentarz wojenny z 1915 r.

## O Garbowie w dziełach literackich
- Dwa pułki dragońskie pod wodzą Francuza Dubois poszły na Końskowolę, Markuszew i Garbów w mili od głównej siły. – Henryk Sienkiewicz, „Potop”
- Pod wieczór Karol Gustaw przybył do Garbowa, wesół i w dobrym humorze. – także „Potop”

## Wspólnoty wyznaniowe
- Kościół rzymskokatolicki – parafia Przemienienia Pańskiego
- Kościół Starokatolicki Mariawitów - wierni przynależą do parafii Przenajświętszego Sakramentu w Łanach
- Świadkowie Jehowy - zbór Garbów (Sala Królestwa ul. Warszawska 121)[14]